# Episymploce juxtafalcifera
Episymploce juxtafalcifera es una especie de cucaracha del género Episymploce, familia Ectobiidae.

## Distribución
Esta especie se encuentra en isla de Borneo.